# أنيتا راني
أنيتا راني (بالإنجليزية: Anita Rani)‏ هي صحفية ومقدمة تلفزيونية بريطانية، ولدت في 1977 في برادفورد في المملكة المتحدة.

## وصلات خارجية
- أنيتا راني على موقع IMDb (الإنجليزية)